# Gonatocerus taringae
Gonatocerus taringae är en stekelart som beskrevs av Girault 1938. Gonatocerus taringae ingår i släktet Gonatocerus och familjen dvärgsteklar. Inga underarter finns listade i Catalogue of Life.